# Nobuyuki Anzai
Nobuyuki Anzai (安西 信行 Anzai Nobuyuki?, nacido el  19 de agosto, 1972) es mangaka japonés. Nobuyuki es el asistente del conocido mangaka, Kazuhiro Fujita. 

## Obras

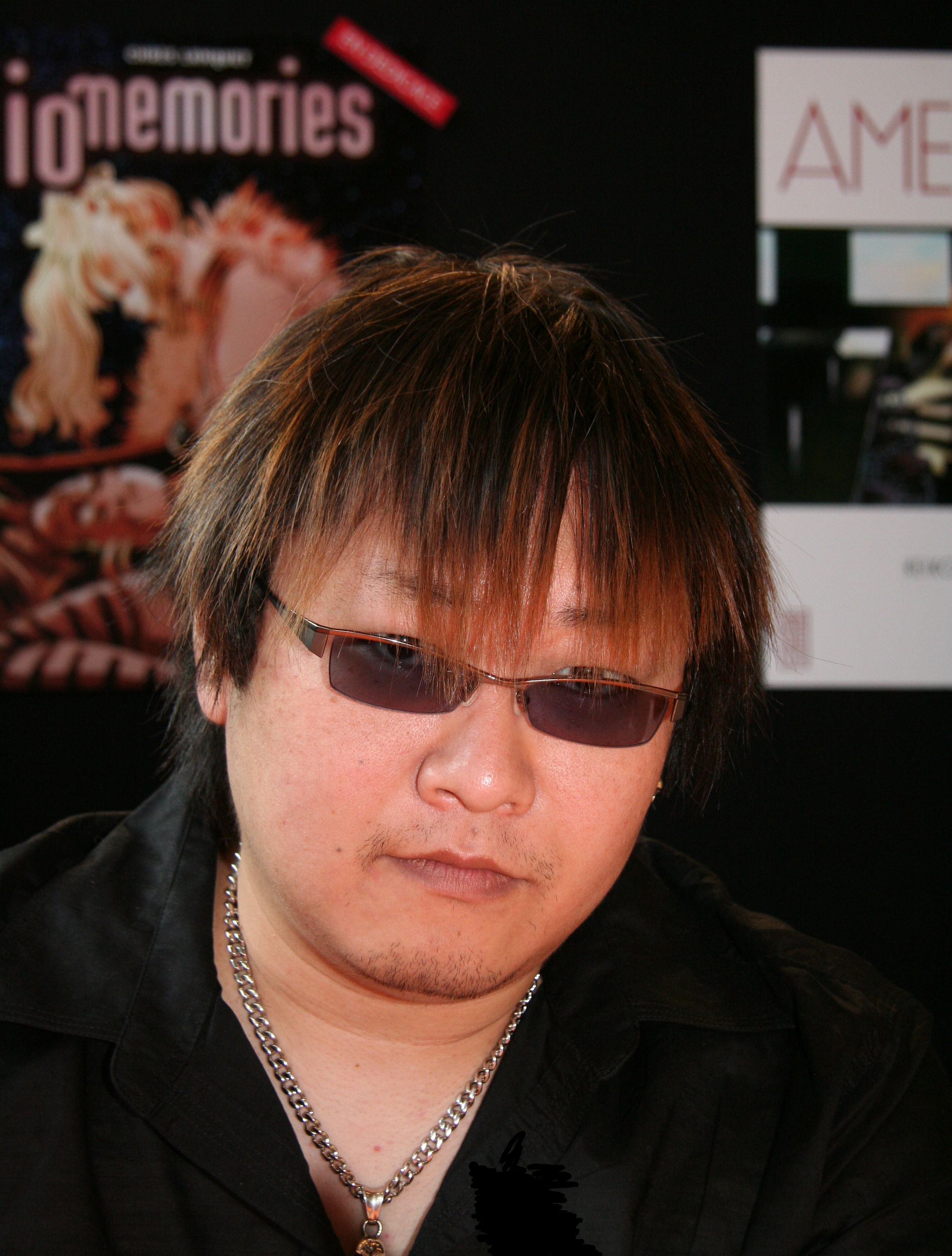
Nobuyuki Anzai.

- Rocket Princess (1994)
- Flame of Recca (1995-2002)
- MÄR (graphic novel) (2003-2006)
- CRAZY MANIAX (2006)

### Obra original
- MÄR Omega, dibujo por Kōichirō Hoshino

## Compañero de trabajo
- Kazuhiro Fujita

## Asistentes
- Kazurou Inoue
- Yukio Katayama
- Tatsuya Kaneda
- Makoto Raiku
- Kōichirō Hoshino